# Шилхина-хамру-Лагамар
Шилхина-хамру-Лагамар — царь Элама, правил приблизительно с 1110 года до н. э.
Сын Шилхак-Иншушинака и царицы Наххунте-Уту, единоутробный брат Хутелутуш-Иншушинака, сына Кутир-Наххунте I. Занял эламский престол согласно наследственному праву, после гибели Хутелутуш-Иншушинака, умершего бездетным. Однако о его правлении нам ничего не известно. О том, что Шилхина-хамру-Лагамар всё же правил доказывает надпись гораздо более позднего эламского царя Шутрук-Наххунте II, который называет его «могущественным царём».
Сузы, казалось, были тогда, около 1110 года до н. э., настолько опустошены, что они надолго потеряли своё значение как столица царства. Во всяком случае, за последующие четыре столетия полностью отсутствуют какие-либо записи об этом городе. Конец Шутрукидов поэтому покрыт таким же мраком неизвестности, как и гибель царств Авана, Симашки и Эпартидов. Так внезапно обрывается Среднеэламский период. Дальнейшая история его погружается в полное безмолвие.
| Шутрукиды                           |                         |             |
| Предшественник: Хутелутуш-Иншушинак | царь Элама ок. 1110 — ? | Преемник: — |